# Tobias Jesso Jr.
Tobias Jesso Jr. (n. 11 de julio de 1985) es un músico canadiense de North Vancouver, Columbia Británica. Su primer álbum Goon fue lanzado en 2015 a través del sello discográfico True Panther Sounds. Fue incluido en las 20 más grandes revelaciones de 2015 de la revista Rolling Stone.

## Carrera
Después de vivir en Los Ángeles y tocar el bajo desde hace 4 años, Jesso Jr. regresó a su casa en el norte de Vancouver. Empezó a tocar el piano en su tiempo libre mientras trabajaba para una empresa de mudanzas. Fue durante este período que escribió su primera canción basada en el piano "Just a Dream". Con el tiempo, envió uno de sus demos en un correo electrónico al ex bajista de Girls, JR White. Jesso Jr. coescribió las canciones "When We Were Young" y "Lay Me Down" (que aparece en la versión de Target de 25) con la multipremiada artista Adele, que está incluido en su álbum de 2015, 25.

### Goon
El primer demo de Tobias Jesso Jr fue lanzado en agosto de 2013,  después de una dolorosa ruptura y el diagnóstico de cáncer de su madre.  JR White, junto con Patrick Carney de The Black Keys, John Collins, de The New Pornographers, y Ariel Rechtshaid, ayudaron a producir el álbum debut de Jesso titulado Goon. Aaron Sperske toca la batería en el álbum; excepto en la canción "Without You"  donde Danielle Haim toca la batería. Su canción "How Could You Babe" obtuvo mayor atención después de haber sido tuiteado por Adele y Alana Haim.  Colaboró con Sia y Adele en la canción "Alive". originalmente destinado para Adele y Rihanna, la canción fue grabada por Sia y apareció en su álbum This Is Acting.  Su primera gran gira comenzó en el año 2015.

## Estilo musical
La música de Jesso ha sido comparado con cantantes y compositores de la década de 1960 y 1970, desde Randy Newman hasta Harry Nilsson y Emitt Rodas. Cita a Newman como uno de sus artistas favoritos.  A pesar de que era un bajista y guitarrista, su nueva música fue escrita por él en el piano, un instrumento que empezó a tocar a la edad de 27.

## Discografía
| Título | Detalles del álbum                                                                                  |
| ------ | --------------------------------------------------------------------------------------------------- |
| Goon   | - Lanzamiento: 17 de marzo de 2015 - Discográfica: True Panther Sounds - Formatos: CD, LP, Descarga |

### Sencillos
- "True Love"
- "Hollywood"
- "How Could You Babe"

### Coescritor
- Adele Adkins - 25 -"When We Were Young"
- Adele Adkins - 30 - "To be loved"